# Dugny-sur-Meuse
Dugny-sur-Meuse – miejscowość i gmina we Francji, w regionie Grand Est, w departamencie Moza.
Według danych na rok 1990 gminę zamieszkiwało 1247 osób, a gęstość zaludnienia wynosiła 65 osób/km² (wśród 2335 gmin Lotaryngii Dugny-sur-Meuse plasuje się na 313. miejscu pod względem liczby ludności, natomiast pod względem powierzchni na miejscu 197.).